# Osemnajstkotnik
Osemnajstkotnik (s tujko tudi oktadekagon ali oktakaidekagon) je mnogokotnik z 18-timi stranicami in 18-timi oglišči. 
Njegov Schläflijev simbol je {18} oziroma t{9}. Coxeter-Dinkinova diagrama sta in .
Simetrijska grupa je diedrska D18.  Notranji kot je okoli 160,00º. Osemnajstkotnik je konveksen, enakostraničen mnogokotnik, tetiven ter ima izogonalno in  izotaksalno obliko.

## Pravilni osemnajstkotnik
Ploščina (p) pravilnega osemnajstkotnika, ki ima stranico dolgo a, je
{\displaystyle p={\frac {18}{4}}a^{2}\cot {\frac {\pi }{18}}}

## Konstrukcija
Pravilnega osemnajstkotnika ne moremo narisati samo z uporabo ravnila in šestila

## Petriejevi mnogokotniki
Pravilni osemnajstkotnik je Petriejev mnogokotnik za politope z razsežnostjo, ki je za ena večja od razsežnosti politopov. Naslednji Petriejevi mnogokotniki so kot običajno prikazani v poševni ortogonalni projekciji:
| A17 | 17-simpleks |                         |                                |                                |                                 |                            |                           |                     |                   |
| BC9 | 9-ortopleks | Popravljeni 9-ortopleks | Dvojno popravljeni 9-ortopleks | Trojno popravljeni 9-ortopleks | Štirikratno popravljena 9-kocka | Trojno popravljena 9-kocka | Dvojno ppravljena 9-kocka | Popravljena 9-kocka | 9-kocka           |
| D10 | t8(171)     | t7(171)                 | t6(171)                        | t5(171)                        | t4(171)                         | t3(171)                    | t2(171)                   | t1(171)             | 10-polkocka (171) |
| E7  | (321)       | t1(321)                 | t2(321)                        | (231)                          | t1(231)                         | t1(132)                    | (132)                     |                     |                   |